# 廉子女王
廉子女王（れんし（やすこ）じょおう、生年未詳 - 承平5年2月（935年））は、平安時代の皇族。仁明天皇の皇孫で、本康親王の娘。藤原時平の正室。
元慶元年（877年）正月従四位下に叙位され、御帳を掲げる奉仕をした。その後時平と結婚し、藤原保忠を産んだ。承平5年（935年）2月卒去時の位階は従四位上だった。ちなみに『貫之集』歌番号340～350に廉子女王七十賀の時の屏風歌と言われる一連の歌がある。